# Apertile holocentri
Apertile holocentri är en plattmaskart. Apertile holocentri ingår i släktet Apertile och familjen Opecoelidae. Inga underarter finns listade i Catalogue of Life.